# Referéndum sobre la reforma del Estatuto de Autonomía de Andalucía
El referéndum sobre la reforma del Estatuto de Autonomía de Andalucía se celebró en Andalucía el 18 de febrero de 2007, para consultar a los ciudadanos según lo dispuesto en el artículo 248.1.b del Estatuto de Autonomía para Andalucía, que dispone que la propuesta de reforma del Estatuto requiere la aprobación del Parlamento de Andalucía, de las Cortes Generales y, finalmente, del electorado de Andalucía.
El resultado fue una victoria del 'sí', con el 87,45% de los votos. La participación fue del 36,28% del electorado, la más baja que se ha producido en los tres referendos autonómicos convocados en Andalucía.
La pregunta que se hacía a los votantes era:
¿Aprueba el Proyecto de Estatuto de Autonomía para Andalucía?

## Resultados
Con el escrutinio al 100%:
| Votos emitidos        | 2.217.833 | 36,28%  |        |
| Abstención            | 3.968.239 | 63.72%  |        |
| Censo                 | 6.186.072 | 100,00% |        |
| de los votos emitidos |           |         |        |
| Votos válidos         | 2.196.752 | 99.04%  |        |
| Votos nulos           | 21.081    | 0.6%    |        |
| Total                 | 2.217.833 | 100,00% |        |
| de los votos válidos  |           |         |        |
| Sí                    | 1.920.944 | 87.44%  | 31.05% |
| No                    | 207.955   | 9.46%   | 3.36%  |
| Blancos               | 67.853    | 3.1%    | 1.09%  |
| Total                 | 2.196.752 | 100,00% |        |

### Resultados por provincias
| Provincia | Sí      | %     |
| --------- | ------- | ----- |
| Almería   | 116.068 | 85,32 |
| Cádiz     | 249.342 | 86,98 |
| Córdoba   | 255.549 | 86,34 |
| Granada   | 217.962 | 87,34 |
| Huelva    | 120.240 | 90,30 |
| Jaén      | 229.154 | 89,77 |
| Málaga    | 290.931 | 86,97 |
| Sevilla   | 481.783 | 87,42 |